# Con Leahy
Con Leahy (eigentlich Cornelius Leahy; * 27. April 1876 in Charleville, Irland; † 18. November 1921 in Manhattan, New York City) war ein irischer Leichtathlet und Olympiasieger. 

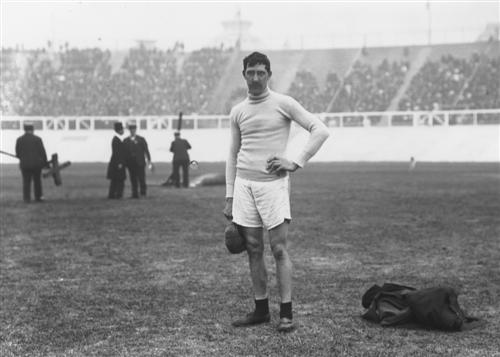
Leahy posiert 1908 in London vor dem Wettkampf für die Fotografen

Leahy wuchs als einer von sieben Brüdern auf dem Land zwischen Cork und Limerick auf. Alle Brüder waren hervorragende Sportler. 1901 führte Patrick Leahy die Weltbestenliste im Hochsprung an. 1902, 1904, 1905 und 1908 führte Con Leahy die Liste an und 1910 Timothy Leahy.
Drei irische Athleten, John Daly, Con Leahy und Peter O’Connor fuhren zu den Olympischen Zwischenspielen 1906 nach Athen. Dort erfuhren sie, dass nur anerkannte Nationale Olympische Komitees startberechtigt waren. Sie durften demnach nicht für Irland antreten, sondern starteten für das Vereinigte Königreich von Großbritannien und Irland.
Den Wettkampf im Hochsprung gewann Leahy mit 1,775 Meter und 2,5 cm Vorsprung auf den Ungarn Lajos Gönczy. Nachdem sein Sieg feststand, versuchte sich Con Leahy noch an 1,83 Meter, aber diese Höhe riss er zweimal und beendete dann den Wettkampf. Kurz darauf nahm Leahy auch am Dreisprung teil. O’Connor gewann mit 14,075 Meter vor Leahy, der 13,98 Meter sprang.
Bei den Olympischen Spielen 1908 nahm Leahy nochmals am Hochsprung teil. Hinter dem US-Amerikaner Harry Porter, der mit 1,90 Meter gewann, belegten drei Springer mit je 1,88 Meter den zweiten Platz: Géo André, István Somodi und Leahy.
1909 wanderten Con und Patrick Leahy in die Vereinigten Staaten aus.